# Joseph Anne Le Roy
Pour les articles homonymes, voir Le Roy.
Joseph Anne Le Roy, né à Bruxelles le 21 mai 1812 et mort dans la même ville le 25 décembre 1860, est un peintre et un aquarelliste belge.
Son champ pictural couvre essentiellement les scènes de genre, les scènes militaires et les représentations animalières qu'il a étudiées dans l'atelier d'Eugène Verboeckhoven.
Il expose régulièrement au Salon de Bruxelles de 1836 à 1860. Occasionnellement portraitiste, il réalise, en 1850 et 1856, les portraits des souverains belges.

## Biographie

### Famille
Joseph Anne (Joseph Anne Jules) Le Roy, né rue Thérésienne no 997 à Bruxelles le 21 mai 1812, est le fils de Caroline Eugénie Hellin et du peintre et sculpteur Pierre Jean Baptiste François Désiré Le Roy (1784-1862).
Ce dernier avait été l'élève de Jean-Baptiste De Roy (1759-1839), peintre paysagiste et animalier. Son frère Guillaume (1811-1886) est également artiste peintre, tandis que ses frères Étienne et Henri sont respectivement marchand de tableaux et rentoileur de peintures.

### Formation
Formé par son frère Guillaume pour les figures dès 1827, Joseph Le Roy est ensuite l'élève du peintre animalier Eugène Verboeckhoven qui possède un atelier à Schaerbeek. En 1829, le jeune artiste peint en collaboration avec son professeur Chasseurs italiens.

### Carrière

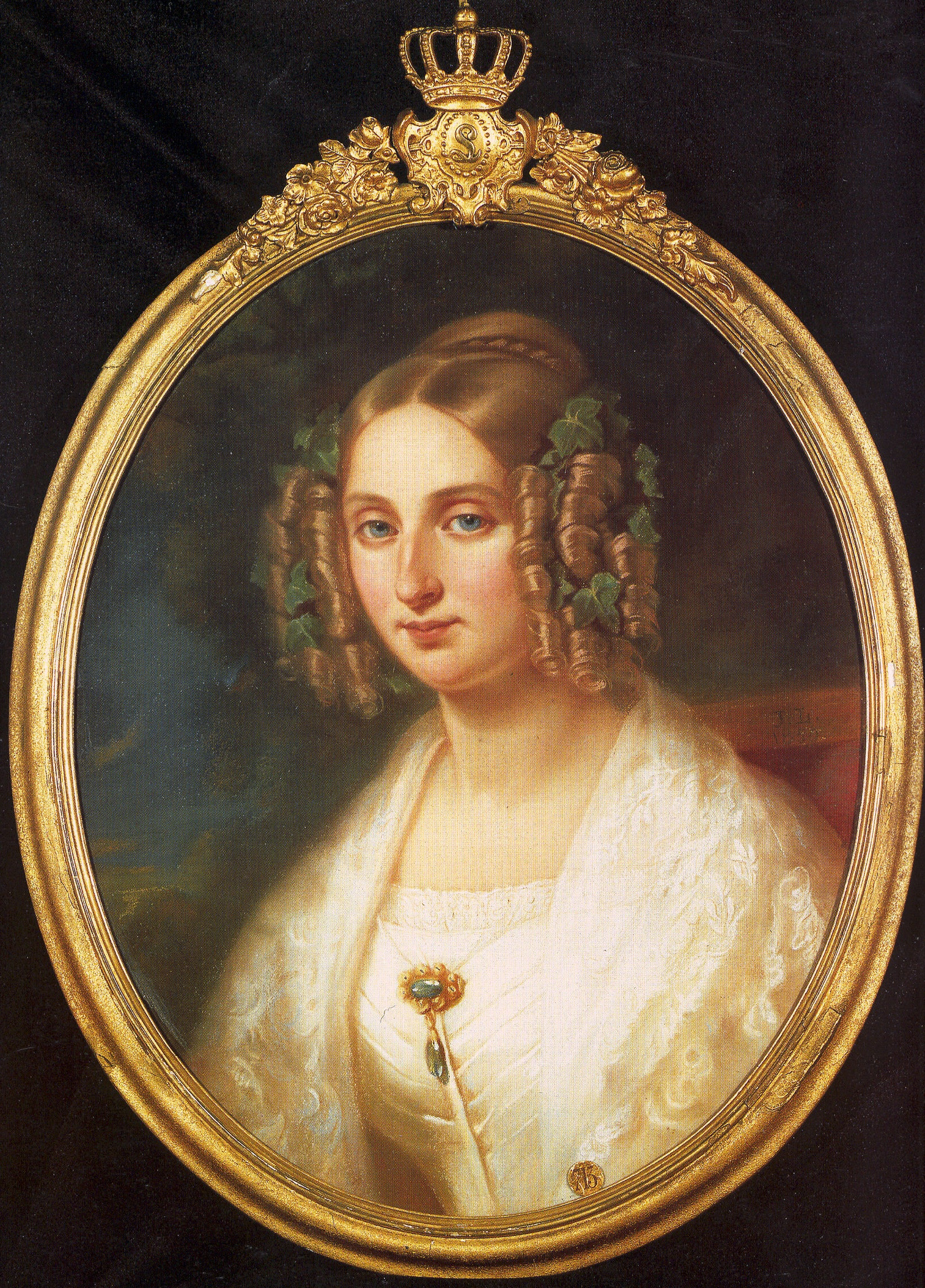
La Reine Louise, (1850), miniature conservée dans les collections royales de Belgique.

Pour la première fois, Joseph Le Roy expose au Salon de Bruxelles de 1836 : une aquarelle intitulée Soldats espagnols revenant de la maraude. Au Salon de Bruxelles de 1845, grâce à Des cavaliers dans la cour de l'auberge, il obtient une médaille de vermeil. 
À partir de 1835, Joseph Le Roy est maître de dessin à l'École royale militaire et marque une prédilection pour les représentations de soldats et de cavaliers, surtout au début de sa carrière.
En 1850, Joseph Le Roy réalise une miniature de la reine Louise, conservée dans les collections royales belges. Lors du 25e anniversaire de la prestation de serment du roi Léopold Ier, Joseph Le Roy expose un portrait du souverain. Il réalise également un portrait en pied de Rubens qui était exposé au Palais des Académies à Bruxelles.
Célibataire, Joseph Le Roy meurt, à l'âge de 48 ans, rue du Pépin no 19 à Bruxelles le 25 décembre 1860. Ses funérailles ont lieu, trois jours plus tard à l'église Notre-Dame du Sablon de Bruxelles, en présence du lieutenant général Jean Chapelié, directeur des études de l'École royale militaire, de ses collègues, de ses élèves et de nombreux artistes,.

## Œuvre

### Caractéristiques
Son champ pictural couvre essentiellement les scènes de genre, les scènes militaires et les représentations animalières. Lorsqu'il expose La Convoitise du butin au Salon de Bruxelles de 1842, la critique du Journal de Bruxelles souligne les progrès de l'artiste et estime favorablement sa composition exécutée à la manière de Philips Wouwerman, l'un des maîtres du Siècle d'or néerlandais, émettant une réserve au sujet de la finesse de ton. Lors du Salon de Bruxelles de 1854, Joseph Le Roy envoie trois œuvres que L'Indépendance belge analyse : « M. Leroy affectionne les scènes à la Wouverman. Sa Partie de cartes, où des soldats jouent au lansquenet à l'entrée d'une écurie, et le Trompette sont deux tableaux dans ce goût, terminés avec grand soin, mais où l'artiste a trop laissé dominer ses souvenirs aux dépens de sa personnalité. On remarquera dans le second tableau l'officier qui donne un ordre au jeune trompette. Cette figure est posée avec naturel, parfaitement ajustée et d'un joli faire. Dans sa Tabagie, il a pris un motif différent. Un aveugle, conduit par un enfant et par le chien traditionnel, joue de la clarinette pour divertir deux fumeurs attablés. C'est également de la peinture très finie, mais manquant de ressort ».

### Expositions
- Salon de Bruxelles de 1836 : Soldats espagnols revenant de la maraude (aquarelle)[5].
- Salon de Bruxelles de 1839 : Une halte de cavaliers (acquis pour la tombola)[13].
- Salon de Bruxelles de 1842 : La Convoitise du butin (acquis pour la tombola)[14].
- Salon de Bruxelles de 1845 : Des cavaliers dans la cour d'une auberge (médaille de vermeil)[15].
- Salon de Bruxelles de 1848 : Intérieur[16].
- Salon de Bruxelles de 1851 : Le Maréchal ferrant[17].
- Salon de Bruxelles de 1854 : Trompette s'apprêtant à sonner le réveil, La Partie de cartes et Tabagie ; aveugle jouant de la clarinette[18].
- Salon de Bruxelles de 1857 :  Les Souvenirs[19].
- Salon de Bruxelles de 1860 : Le Retour et La Paresse[7].